# San Nicolò Gerrei
San Nicolò Gerrei est une commune de moins de 1 000 habitants située dans la province du Sud-Sardaigne, dans la région Sardaigne, en Italie.

## Administration
| Période                                  | Période  | Identité         | Étiquette | Qualité |
| ---------------------------------------- | -------- | ---------------- | --------- | ------- |
| Depuis le 27/06/2006                     | En cours | Silvestro Furcas |           |         |
| Les données manquantes sont à compléter. |          |                  |           |         |

### Communes limitrophes
Armungia, Ballao, Dolianova, San Basilio, Sant'Andrea Frius, Silius, Villasalto.